# Pétur Sakari
Juhana Pétur Pellervo Sakari (né en 1992 en Finlande) est un organiste, connu essentiellement dans les pays scandinaves.

## Biographie
Il a passé de nombreuses années d'enfance en Islande où son père, Petri Sakari a été chef d'orchestre de l'Orchestre symphonique d'Islande. Le prénom Pétur est en islandais.
Il avait 13 ans quand il se produisit pour la première fois en concert.
Sakari a publié son premier album en 2010. Avec son deuxième album (2014), il est devenu l'un des organistes finlandais les plus prometteurs. 
Il est diplômé du lycée de Ressun en 2013 et a étudié la musique à Paris et à l'Académie Sibelius.

## Discographie
- The Most Beautiful Adagios (Sony Classical, 2011)
- French Organ Music (Charles Tournemire, Louis Vierne, Olivier Messiaen, Marcel Dupré, Maurice Duruflé) (label BIS, 2013)

2013